# Cattedrale di Ciudad Juárez
La Cattedrale di Ciudad Juárez, (Catedral de Ciudad Juárez, in spagnolo) è una cattedrale cattolica, dell'arcidiocesi di Chihuahua, ubicata nel centro storico della città di frontiera di Ciudad Juárez, di fianco alla Misión de Nuestra Señora de Guadalupe, nello stato di Chihuahua, in Messico.

## Storia
Il primo tempio della zona, che si conserva ancora oggi, fu costruito per ordine dei francescani da Fray García de San Francisco, fondatore di Ciudad Juárez, che iniziò ad evangelizzare gli indigeni nel 1659. Il 12 ottobre 1942, su iniziativa di monsignor Baudelio Pelayo, fu posta la prima pietra su un lato dell'edificio missionario per costruire la chiesa parrocchiale dedicata a Nuestra Señora de Guadalupe. Il 12 dicembre 1945, (con la chiesa ancora  in costruzione), fu celebrata la prima messa di consacrazione del tempio e anni dopo, nel 1957, terminata la costruzione, fu nominata "Catedral del templo de Nuestra Señora de Guadalupe". Nel 1961 la volta che copriva la navata principale e il soffitto presentavano crepe e danni strutturali gravi. Si tentò di riparare la cupola, ma l'entità dei danni costrinse alla decisione di demolire l'edificio. Fortunatamente, le due torri e la facciata, che erano già diventate parte del paesaggio di Juárez, che non subirono danni, furono lasciate in piedi, ma la libreria e gli uffici, furono demoliti per dare spazio visivo alla Misión de Guadalupe, che si trova sulla sinistra. L'edificio della cattedrale è costruito più alto del livello stradale, al piano inferiore, o terra, fu allestito uno spazio per la vendita di libri e articoli religiosi, uffici, saloni e un auditorium nel quale si svolgevano diverse attività religiose e culturali. I lavori di ricostruzione furono eseguiti dal 1976 al 1979, e furono realizzati dall'architetto Óscar Sánchez Cordero e dall'ingegnere Adolfo Álvarez. Dal 2013, ogni quarto d'ora è annunciato elettronicamente dalle campane della Cattedrale: al minuto 15 un rintocco avvisa i passanti, alla mezz'ora se ne sentono due, al minuto 45 tre e allo scoccare dell'ora, le campane minori riproducono quattro rintocchi, finché la principale scandisce il tempo.

## Descrizione

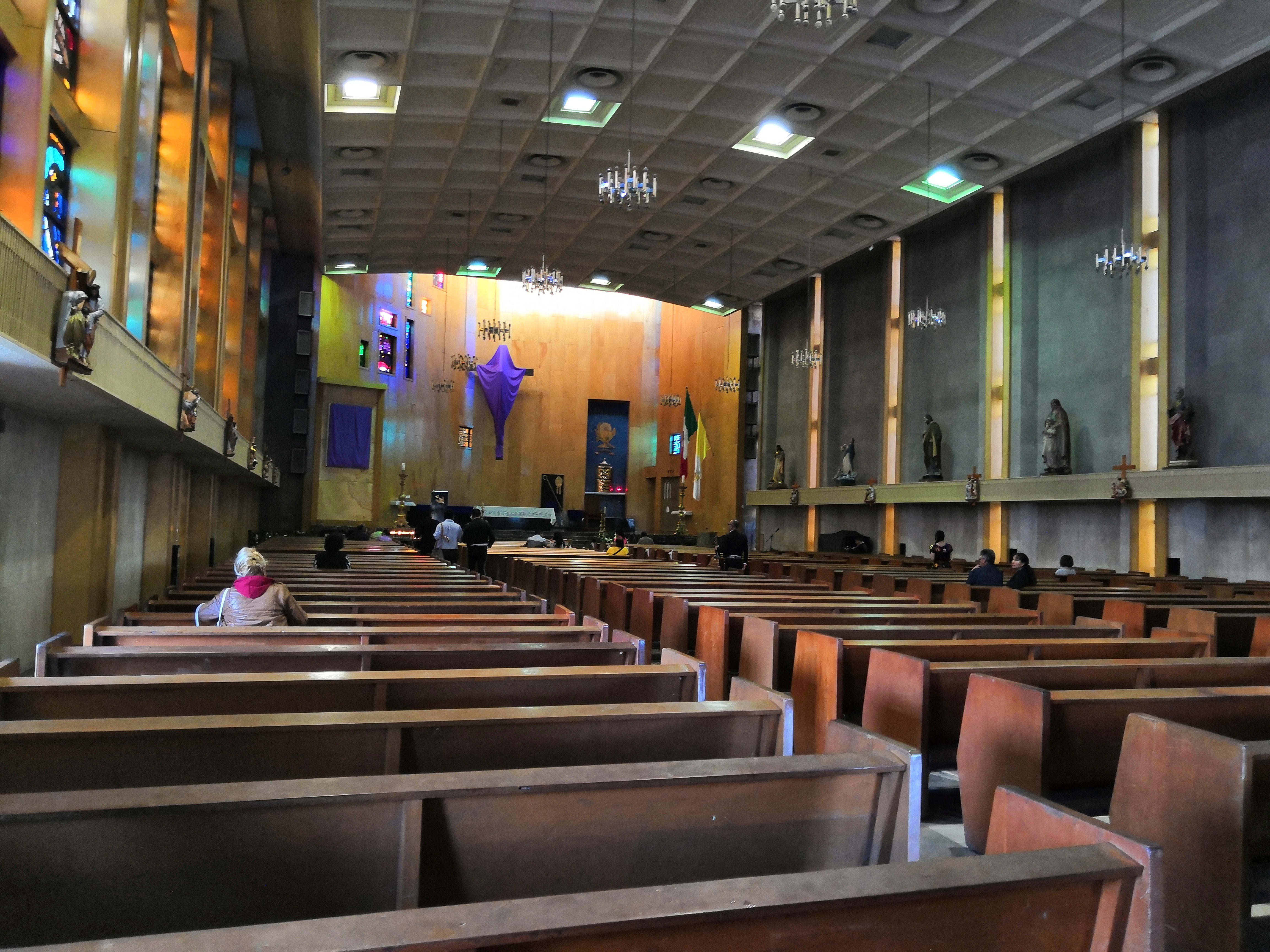
Interno della Cattedrale di Ciudad Juárez

La facciata principale presenta due corpi: il primo presenta due coppie di colonne scanalate, con capitelli corinzi, che inquadrano l'arco semicircolare di accesso; il secondo presenta altre due coppie di colonne, anch'esse corinzie, che inquadrano la finestra esagonale del coro. Spessi cornicioni scanalati incorniciano i corpi, che sostengono un frontone triangolare, con al centro un orologio. Le due torri, a tre corpi, sono fiancheggiate da colonne con fusto scanalato. Non furono completate prima della consacrazione del tempio, ma nel 1957. Nella torre di sinistra sono installate sette campane: tre posteriori, tre sul lato sinistro e la più grande al centro, che scandisce il tempo attraverso un sistema di elettromartelli. L'interno dispone di una sola navata, ricostruito dopo il 1976 in stile moderno, che contrasta con la bellezza della facciata, tanto da dargli quasi l'aspetto dell'interno di un cinema e non di una cattedrale. Nel seminterrato, si trova l'archivio AHCCJ, (Archivo Histórico de la Catedral de Ciudad Juárez), e gli uffici della Cattedrale. Si tratta di uno degli archivi ecclesiastici più antichi del nord del Messico, che contiene le informazioni raccolte dai Frati Francescani, fin dalla fondazione della Misión de Nuestra Señora de Guadalupe. Il Concilio di Trento stabilì le regole affinché i religiosi raccogliessero informazioni e le registrassero nei libri ecclesiastici, dei battesimi, delle cresime, delle sepolture e dei matrimoni. Allo stesso tempo, venivano registrate le caratteristiche demografiche, (età e qualità), sofferenze e malattie, i rituali religiosi, il funzionamento delle missioni o parrocchie e l'intervento dei monaci. Entrando, nella parte superiore, sul balcone dove canta il coro, sono visibili le due differenti architetture di cui è costruita la Cattedrale, appena sopra infatti, si uniscono il tetto moderno, progettato dall'architetto Sánchez Cordero a quello originale, che fa parte della zona delle torri. Nella cripta riposano le spoglie di Manuel Talamás Camandari, primo vescovo della diocesi cattolica di Ciudad Juárez, la tomba è stata scelta da lui stesso e intorno ce ne sono altre cinque, tre sul lato sinistro e due in basso, dove saranno sepolti i prossimi vescovi di Ciudad Juárez. Le principali immagini e disegni della Cattedrale si trovano nella zona del presbiterio, a cui si accede dopo aver percorso i 50 metri del pavimento in marmo di Santo Tomás, (prodotto a Puebla), sotto un soffitto sospeso alto 10 metri. Il Cristo fu importato da Bolzano, in Italia, dove era installata una fabbrica di sculture in legno, della quale il vescovo Talamás aveva conoscenza, grazie ad un artista locale. Nella navata si trovano i banchi per i fedeli, realizzati nel 1979 appositamente per la Cattedrale e progettati dall'architetto Sánchez Cordero. Il legno con cui sono realizzati è il mogano proveniente da Chetumal, capitale dello stato di Quintana Roo, Messico, selezionato dal sacerdote Isidro Payán e da un falegname.

## Altre risorse
- Ciudad Juárez pagina della città
- Stato di Chihuahua pagina dello stato di Chihuahua
- Diocesi di Ciudad Juárez pagina della Diocesi